# Jean-Robert Armogathe
Jean-Robert Armogathe, né à Marseille (France) le 6 juillet 1947, est un prêtre catholique diocésain français, historien, théologien, exégète et universitaire, spécialiste notamment du XVIIe siècle, membre de l'Académie des inscriptions et belles-lettres. Il est cofondateur de la revue catholique internationale Communio. De mars 1981 à septembre 2013, il est aumônier de l'École normale supérieure et de l'École nationale des chartes (jusqu'en 2017), et, de 1992 à 2017, supérieur de l'Institut Bossuet, dans le 6e arrondissement de Paris.

## Biographie
Issu d'une famille provençale, il accomplit sa scolarité à Marseille, au lycée Saint-Charles et au lycée Thiers. Il intègre l'École normale supérieure en 1967.
Il est ordonné prêtre en juin 1976 par le cardinal François Marty, archevêque de Paris.
Dès 1970, il est chargé de cours à l'EPHE. En 1972, il y est maître-assistant, en 1978 maître de conférence, et en 1991 directeur d’études — d’abord en « Histoire du catholicisme », comme assistant de Jean Orcibal, spécialiste du jansénisme et de Fénelon, puis en « Histoire des idées religieuses et scientifiques dans l’Europe moderne », intitulé repris d'Alexandre Koyré.
Vicaire de l’église Saint-Séverin rue Saint-Jacques, dans le Ve arrondissement de Paris, il est confronté aux côtés de son curé le père Bellégo à la crise de 1977 qui voit l'occupation de Saint-Nicolas-du-Chardonnet, l'autre église de la paroisse, par les traditionalistes de la Fraternité sacerdotale Saint-Pie-X.
Selon ses souvenirs, « ce fut profondément pénible parce que le motif affiché, la liturgie latine du concile de Trente, cachait mal d’autres dimensions : refus haineux du concile, de la liberté religieuse, du progrès critique en exégèse et en histoire sainte, de la réflexion et de la recherche en théologie, liaison du religieux avec le politique, affichant des opinions d’extrême droite. Tout était réuni pour constituer une secte : les intégristes qui nous chassèrent de Saint-Nicolas-du-Chardonnet, qui n’hésitèrent pas à pratiquer le coup de poing (j’en fus victime) tendaient à constituer une ecclesiola, une Église particulière. » (Raison d'Église. De la Rue d'Ulm à Notre-Dame, entretiens avec le journaliste J. Lebrun, Calmann-Lévy, 2001).
Chapelain à Notre-Dame de Paris de 1980 à 1985, il est curé de Saint-Pierre-de-Chaillot de 1985 à 1990. En 1990-1992, il dirige la paroisse de Saint-Germain-des-Prés. Parallèlement, il exerce des responsabilités nationales dans le scoutisme français.
Il est président de la Société d'étude du XVIIe siècle de 1997 à 2002, puis à partir de 2015. En 1998-2000, il est chargé de donner les conférences de Carême à Notre-Dame de Paris. En mars 1981, l'archevêque de Paris Jean-Marie Lustiger le nomme aumônier des élèves de l'École normale supérieure de la rue d'Ulm et de l'École nationale des chartes. En 2013, il est remplacé à l'École normale supérieure par le Père Florent Urfels, mais il reste jusqu'en 2017 aumônier de l'École nationale des chartes.
De 1992 à 2017, il est également supérieur de l'Institut Bossuet, foyer d’études du diocèse de Paris, situé dans le 6e arrondissement. Ce foyer accueille depuis 1866 de jeunes lycéens et des élèves en classes préparatoires aux grandes écoles des lycées du Quartier latin. Ces élèves ne sont pas nécessairement croyants ni pratiquants. En 2008, il reçoit le prix Raymond de Boyer de Sainte-Suzanne de l'Académie française pour La Nature du monde : science nouvelle et exégèse au XVIIe siècle.
Jean-Robert Armogathe est l'actuel directeur de la revue de théologie Communio. Il est un des fondateurs de l'Académie catholique de France inaugurée le 23 octobre 2009 au Collège des Bernardins. Il est élu en mai 2013 membre correspondant de l'Académie des inscriptions et belles-lettres, puis membre plein en mars 2021.
Depuis 2015, il est l'un des conseillers théologiques du site Questions Aleteia pour lequel il contribue régulièrement en tant qu'auteur et spécialiste. En 2017, il reçoit le prix du Cardinal-Grente de l'Académie française pour l'ensemble de son œuvre.

## Décorations et distinctions

### Décorations
- Officier de la Légion d'honneur (2017)[5].
- Chevalier de l'ordre national du Mérite[3].
- Commandeur de l'ordre des Palmes académiques[3].
- Officier de l'ordre des Arts et des Lettres[3].

### Distinctions
- Grand prix catholique de littérature de l'Association des écrivains catholiques de langue française (1980)
- Prix Chanoine Delpeuch de l'Académie des sciences morales et politiques (1989)
- Prix Raymond-de-Boyer-de-Sainte-Suzanne de l'Académie française (2008)
- Prix du Cardinal-Grente de l'Académie française (2017)

## Œuvres
- Le Quiétisme, PUF, coll. « Que sais-je ? », 1973
- Index des 'Regulae ad directionem ingenii' de René Descartes (avec Jean-Luc Marion) Rome : Ateneo, 1976
- Theologia cartesiana. L'explication physique de l'Eucharistie chez Descartes et dom Desgabets La Haye: Nijhoff, 1977
- Les Vingt et une Réformes de l'Église, 1978
- Paul ou l'impossible unité, Fayard Mame, 1980
- La Morale, sagesse et salut (avec Claude Bruaire), 1981
- La Nouvelle Algèbre de François Viète revue et corrigée, d'après Jean-Louis Vaulezard,Fayard, 1986
- Le Grand Siècle et la Bible (dir.), Beauchesne, 1989
- Antoine Arnauld : trois études (avec Jean Lesaulnier et Denis Moreau), La Rochelle, La rumeur des âges, 1994
- Croire en liberté. L’Eglise catholique et la Révocation de l’Edit de Nantes, 1998
- Divine Trinité, 2000
- L’Antéchrist à l’âge classique. Exégèse et politique, Mille et une nuits, prix XVIIe siècle en 2006
- La nature du monde : Science nouvelle et exégèse au XVIIe siècle, Paris, PUF, coll. « Épiméthée », 2007
- Histoire générale du christianisme, ouvrage collectif sous la direction de Jean-Robert Armogathe (avec Pascal Montaubin et Michel-Yves Perrin pour le t.1 ; avec Yves-Marie Hilaire pour le t.2), éd. PUF, coll. « Quadrige », septembre 2010, 2896 pages.
- Descartes : Correspondance, Œuvres complètes (J.M. Beyssade et D. Kambouchner, éd.), t. VIII-1 et 2, Tel-Gallimard, 2013, 1060 et 1174 p.
- Descartes : Correspondance avec Élisabeth de Bohême et Christine de Suède, Folio classique, Gallimard, 2018, 474 p.
- Études sur Antoine Arnauld (1612-1694), Classiques Garnier, 2018, 290 p.
- Jean-Robert Armogathe, Le cardinal Newman: la sainteté de l'intelligence, Parole et silence, coll. « Communio », 2019 (ISBN 978-2-88959-095-7)
- avec André Vauchez (dir.), Dictionnaire des saints et grands témoins du christianisme, CNRS Éditions, 2019, 1392 p.
- Jean-Robert Armogathe, Les anges savent-ils compter ? : Matrices théologiques et pensée scientifique, Ars dogmatica éditions, 2021 (ISBN 978-2-491356-02-6)
- a collaboré en matière scientifique à la rédaction du livre : Dieu, la science, les preuves — L'aube d'une révolution[6].